# ブリテン・ノーマン

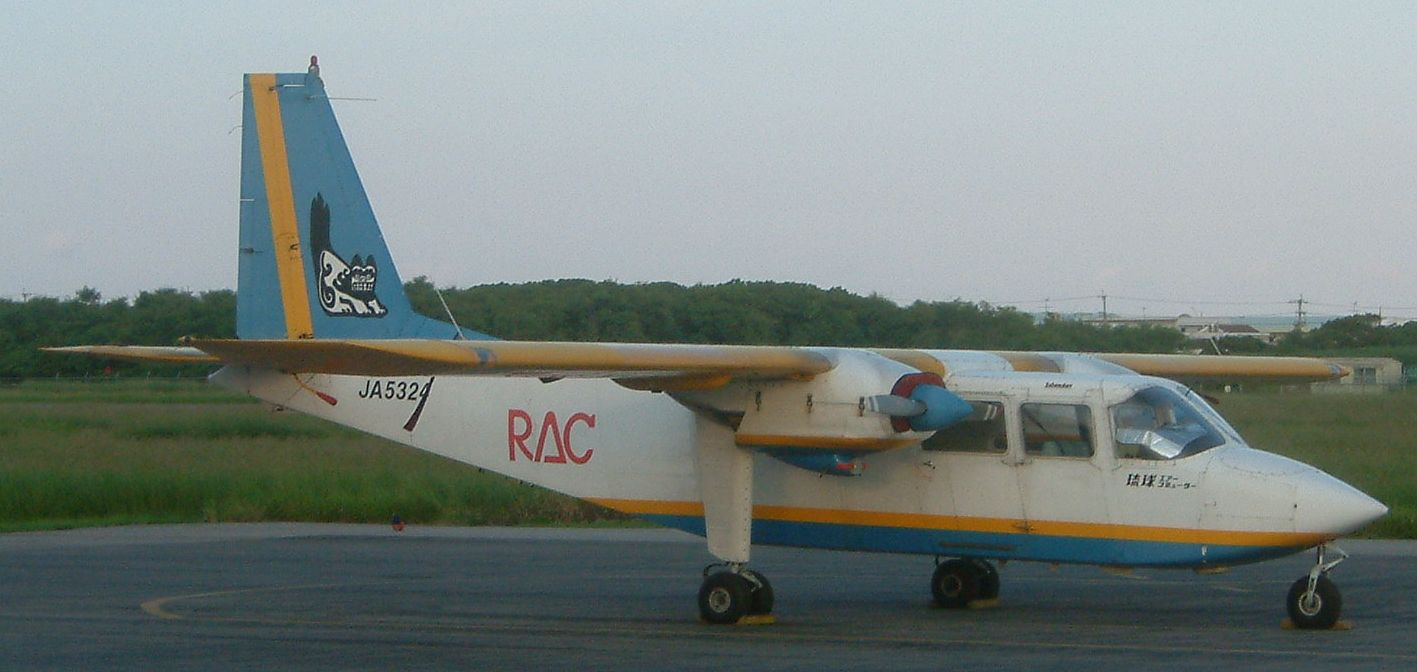
ブリテン・ノーマン アイランダー（琉球エアーコミューター）

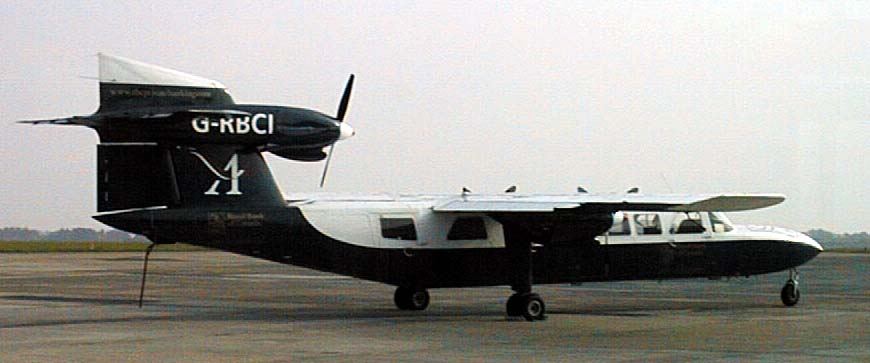
ブリテン・ノーマン トライランダー（ガーンジー島にて）

ブリテン・ノーマン（Britten-Norman Group）は、イギリスの航空機製造メーカー。

## 概要
これまでに1,250機ほどの航空機を生産している。離島間航空に適したBN-2 アイランダー、デフェンダー(英語版)、トライランダーなどの航空機を生産している。工場はイギリスのワイト島にある。

## 歴史
デ・ハビランドで働いていたジョン・ブリテンとデスンモンド・ノーマンは、1960年代の始めから、農薬散布装置の製造を始めていたが、ワイト島に工場を移したあと、航空機の設計を始めた。BN-2 アイランダーで成功した。
会社の経営は変遷し、1972年にフェアリーによって買収されたが、1979年にピラタスのオーナーであるエリコン・ブール (Oerlikon-Buhle) に売却され、その時期はピラタス・ブリテン・ノーマンと呼ばれた。さらに1998年にはオマーンのザワウィ (Zawawi) 家財閥に売却され、旧名に復した。日本では1990年からアイ・ティー・シー・アエロスペースが代理店となっている。